# Луї Рюшонне
Луї Рюшонне (фр. Antoine Louis John Ruchonnet) (1834—1893), швейцарський державний і політичний діяч, дипломат.

## Біографія
Народився 28 квітня 1834 року.
Працював адвокатом в кантоні Во, обраний в Велику раду кантону Во, примкнув до радікально-демократичної партії і згодом очолив її.
У 1866 — обраний членом швейцарської національної ради і двічі був її президентом.
У 1881 — член швейцарської федеральної ради, начальник департаменту торгівлі та сільського господарства.
У 1882 — начальник департаменту юстиції та поліції Швейцарії.
У 1883 — Президент Швейцарської федеральної ради, начальник політичного департаменту Швейцарії.
У 1890 — Президент Швейцарської федеральної ради, начальник департаменту юстиції та поліції.
14 вересня 1893 — помер в Швейцарії.